# Devnenska reka
Devnenska reka (bulgariska: Девненска река) är ett vattendrag i Bulgarien.   Det ligger i regionen Smoljan, i den sydvästra delen av landet, 140 km sydost om huvudstaden Sofia.
I omgivningarna runt Devnenska reka växer i huvudsak blandskog. Runt Devnenska reka är det ganska glesbefolkat, med 43 invånare per kvadratkilometer.